# Nyhyttan östra
Nyhyttan östra är bebyggelsen öster om Rastälven i orten Nyhyttan. Denna bebyggelse klassades som de del av den med västra delen gemensamma orten fram till 2015 då denna del sågs som separerad från den västra delen och med för få boende för att denna östra del skulle klassas som småort. Vid avgränsningen 2020 uppfylldes dock kraven för denna östra del för småort.